# Plesiowithius dekeyseri
Plesiowithius dekeyseri es una especie de arácnido del orden Pseudoscorpionida de la familia Withiidae.

## Distribución geográfica
Se encuentra en Mauritania.